# قروق‌لار
قروق‌لار (به لاتین: Qoruqlar) یک منطقه مسکونی در جمهوری آذربایجان است که در شهرستان اردوباد واقع شده‌است. قروق‌لار ۱۸۴ نفر جمعیت دارد.